# Jens Esmark

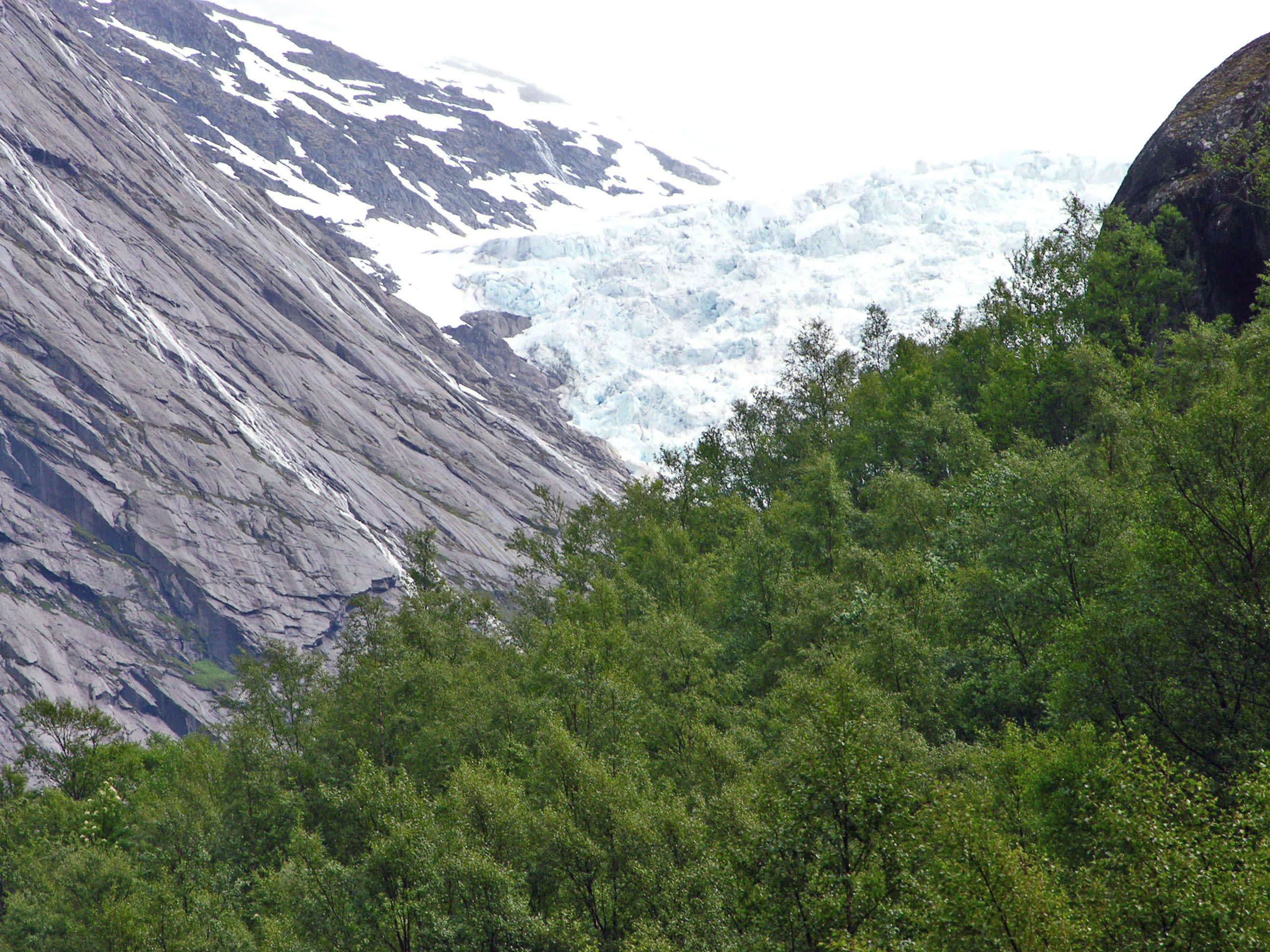
Glacera, Briksdalsbreen, Noruega

Jens Esmark (31 de gener de 1763 - 26 de gener de 1839) va ser un professor de mineralogia dano-noruec que va contribuir en molts dels conceptes inicials de les glaceres, específicament respecte al concepte que les glaceres havien cobert grans zons en temps passats.

## Biografia
Jens Esmark va néixer a Houlbjerg a Århus, Dinamarca. Esmark es traslladà a Noruega a la comunitat minera de la plata a Kongsberg. Completà els seus estudis a Copenhaguen. Des de 1797, Esmark va exercir el càrrec de lector en mineralogia a l'Acadèmia Minera de Kongsberg. El 1814, Esmark va passar a ser el primer professor noruec de geologia a la Universitat d'Oslo.
L'agost de 1801 Esmark va ser la primera persona a escalar la muntanya Snøhetta, la més alta de la serralada Dovrefjell al sud de Noruega. El 1810 també va ser el primer a ascendir a la muntanya Gaustatoppen a Telemark, Noruega.
Esmark el 1824 va fer la teoria ixudes i extenses a Noruega en temps passats. També contribuí al coneixement de l'efecte erosionador de les glaceres per la formació dels fiords noruecs.
En mineralogia va introduir els noms dels minerals norita (derivat del nom de Noruega). i el de datolita.
El 1825, Esmark va ser elegit membre de la Reial Acadèmia Sueca de Ciències. El 1832, va ser ennoblit amb l'Orde de Vasa, de Suècia.

La glacera de Spitsbergen Esmarkbreen porta aquest nom en el seu honor.

## Algunes obres
- Kurze Beschreibung einer mineralogischen Reise durch Ungarn, Siebenbürgen und das Bannat (Freyberg, 1798)
- Reise fra Christiania til Trondhjem (1829)